# صمدان
صمدان (به انگلیسی: Samdhan) یک منطقهٔ مسکونی در هند است که در بخش قنوج واقع شده‌است. صمدان ۳۱٬۴۷۹ نفر جمعیت دارد.